# Fuente Álamo de Murcia
Fuente Álamo de Murcia är en kommun i Spanien. Den ligger i den autonoma regionen Murcia i södra delen av landet, 400 km sydost om huvudstaden Madrid. Antalet invånare är 18 719 (2024). Arean är 274,19 kvadratkilometer. Fuente Álamo de Murcia gränsar till Murcia, Cartagena och Alhama de Murcia. 